# كوتش القابضة
كوتش القابضة (بالتركية: Koç Holding)‏ وهي مجموعة صناعية تركية وهي ملك لعائلة كوتش والتي تعد إحدى أغنى العوائل في تركيا، ومقر الشركة يقع في مدينة إسطنبول ومؤسسها ورئيسها السابق كان الملياردير التركي وهبي كوتش وتمتلك هذه المجموعة شركات بيكو وأرتشيليك وغرونديغ.

## التاريخ
تأسست أولى مجموعات الشركة في عام 1926، وفي 1963 تأسست كوتش القابضة لتضمّ كافة شركات المجموعة تحت إدارتها.

## وصلات خارجية
- الموقع الرسمي لكوتش القابضة (بالتركية والإنجليزية)
- صفحة الشركة على رويترز
- صفحة الشركة على بلومبيرغ